# 卡納加火山
51°55′24″N 177°10′05″W / 51.92333°N 177.16806°W

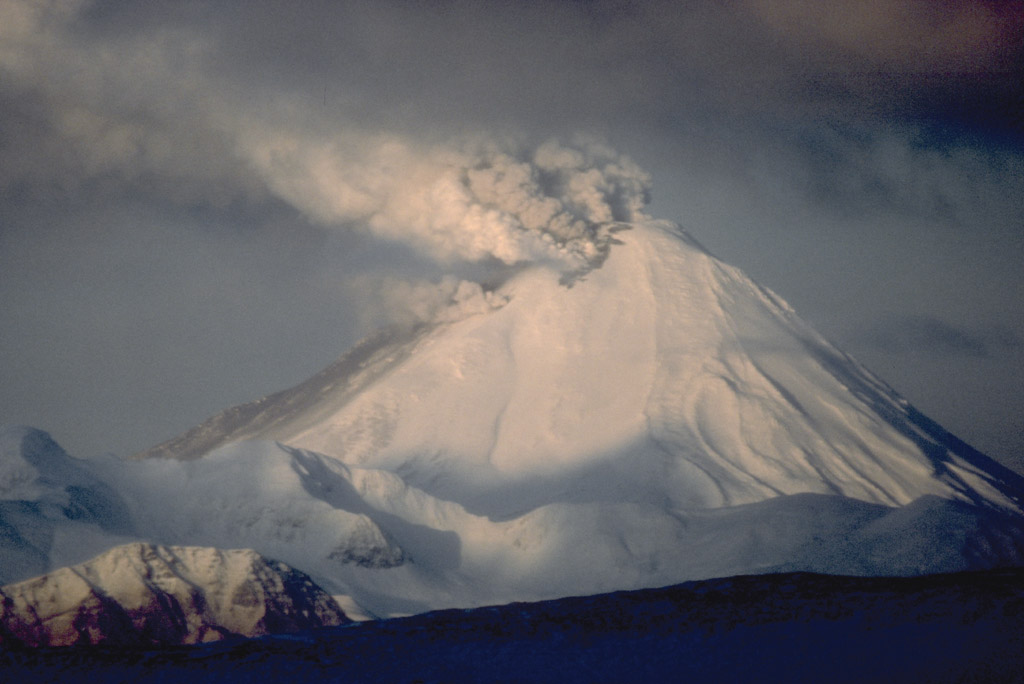

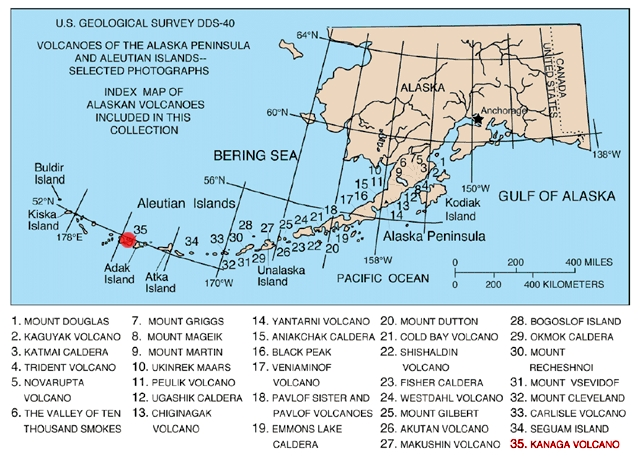

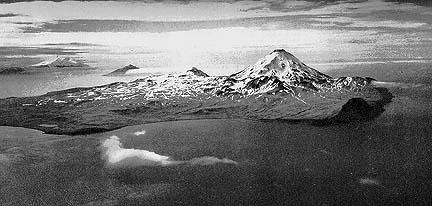

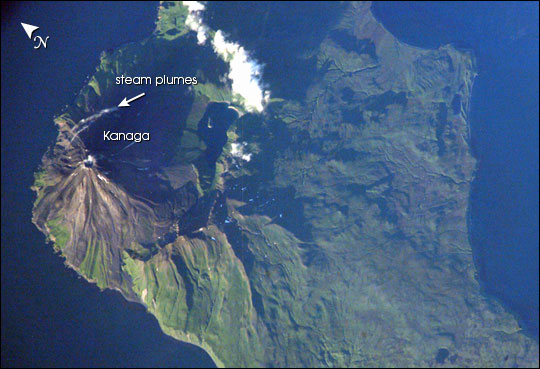

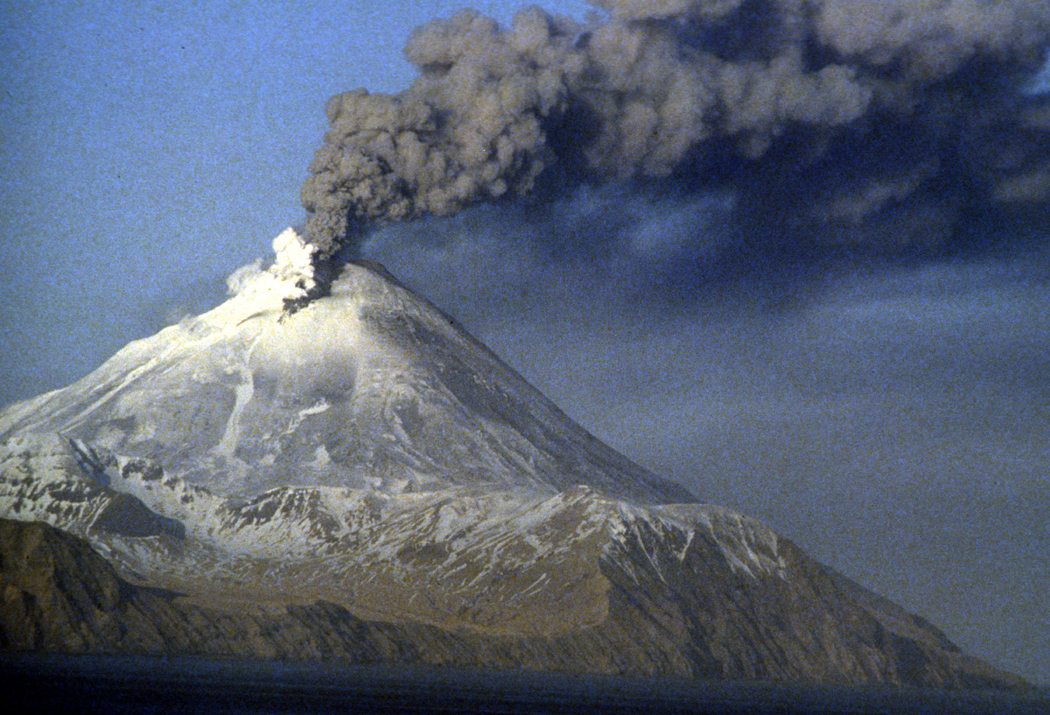

卡納加火山是美國的火山，位於卡納加島北端，由阿拉斯加州負責管轄，屬於阿留申山脈的一部分，海拔高度1,307米，最近一次火山噴發在2012年發生。

## 外部連結
- Volcanoes of the Alaska Peninsula and Aleutian Islands-Selected Photographs（页面存档备份，存于）
- Alaska Volcano Observatory（页面存档备份，存于）